# لاميوناوية
اللاميوناوية (الاسم العلمي: Lamieae) هي قبيلة من النباتات تتبع فصيلة الشفوية من رتبة الشفويات.

## أجناس تابعة لهذه القبيلة
- لاميون وهو الجنس النموذجي بالتسمية العربية واللاتينية لهذه القبيلة.
- الغسة
- الذبيبينة
- أذن الأسد
- ذنب الأسد
- البطنج